# Hypoctonus siamensis
Espèce
Hypoctonus siamensis est une espèce d'uropyges de la famille des Thelyphonidae.

## Distribution
Cette espèce est endémique de Thaïlande.

## Description
Le mâle holotype mesure 23 mm et la femelle paratype 31 mm.

## Étymologie
Son nom d'espèce, composé de siam et du suffixe latin -ensis, « qui vit dans, qui habite », lui a été donné en référence au lieu de sa découverte, le Siam.

## Publication originale
- Haupt, 1997 : Revision of East Asian whip scorpions (Arachnida Uropygi Thelyphonida). II. Thailand and adjacent areas. Arthropoda Selecta, vol. 5, no 3/4, p. 53-65 (texte intégral).